# Jaspur
Jaspur é uma cidade  no distrito de Udham Singh Nagar, no estado indiano de Uttaranchal.

## Demografia
Segundo o censo de 2001, Jaspur tinha uma população de 39,048 habitantes. Os indivíduos do sexo masculino constituem 53% da população e os do sexo feminino 47%. Jaspur tem uma taxa de literacia de 60%, superior à média nacional de 59.5%: a literacia no sexo masculino é de 67% e no sexo feminino é de 52%. Em Jaspur, 17% da população está abaixo dos 6 anos de idade.